# Walter Rauff
Walter Rauff (Köthen, 19 giugno 1906 – Santiago del Cile, 14 maggio 1984) è stato un militare tedesco.

## Biografia
Fu funzionario del Ministero della Marina Tedesca fino al 1937. L'anno successivo venne arruolato nelle file delle SD (Sicherheitsdienst, servizio di sicurezza), il servizio segreto delle SS capitanato da Reinhard Heydrich, per poi passare a capo della sezione delle questioni tecniche (Gruppe II D) della RSHA (Reichssicherheitshauptamt, Ufficio Generale per la sicurezza del Reich), un dipartimento creato da Heinrich Himmler nel 1939, che raggruppava la Gestapo, l'SD e la Kripo, ossia la polizia criminale.
Nel 1941 e nel 1942, Rauff fu coinvolto nello sviluppo di furgoni camere a gas mobili, usate per uccidere con il gas di scarico, saturando l'interno del compartimento posteriore, mentre il veicolo viaggiava verso un luogo di sepoltura. Questi camion potevano trasportare 25 e 60 persone alla volta, che morivano per avvelenamento da monossido di carbonio o soffocamento. Erano ebrei, disabili, comunisti e altri. Rauff affidò ad August Becker, un chimico delle SS, il compito di gestire i furgoni a gas che operavano nell'Unione Sovietica e in altre zone occupate dai nazisti. Si pensa che Rauff sia stato responsabile di quasi 100 000 morti durante la seconda guerra mondiale, un genocidio perpetrato dai nazisti con l'uso di queste camere a gas mobili.
Rauff fu poi coinvolto nella persecuzione degli ebrei nella Francia controllata da Vichy nel 1942-1943 e poi partecipò allo sterminio degli ebrei dell’Africa settentrionale che era sotto il controllo dell’Asse.
Raggiunse il grado di SS-Obersturmbannführer. Nel 1943 fu inviato a Milano a reggere il comando interregionale di Lombardia, Piemonte e Liguria dove ebbe il compito di organizzare le operazioni della polizia segreta in Italia.
Con Alois Hudal, Rettore del Pontificio Collegio di Santa Maria dell'Anima a Roma organizzò la rete clandestina che permise a parecchi gerarchi ed ufficiali nazisti di mettersi in salvo alla fine della guerra, transitando per l'Italia, salpando da Genova alla volta del Sudamerica e da Bari per il Medio Oriente. Tra gli anni '70 e '80 del sec. XX, fu uno dei criminali nazisti più ricercati.
Riesce a raggiungere la Siria dove, pare, per tre anni è giudice militare. Nel 1958, via Ecuador e coi suoi documenti d'identità, si stabilisce in Cile, protetto dai vari presidenti succedutisi, nel 1958 da Carlos Ibáñez del Campo del partito agrario laburista, dal 1958 al 1964 da Jorge Alessandri Rodríguez del partito liberale, dal 1964 al 1970 da Eduardo Frei Montalva del partito Democristiano, dal 1970 al 1973 da Salvador Allende Gossens del partito socialista e dal 1973 fino alla morte nel 1984 dal regime di Augusto Pinochet Ugarte. Prima Israele e Germania Ovest ne chiederanno l'estradizione, poi Parlamento europeo e Gran Bretagna l'espulsione, ma senza riuscirci.
In Germania, lo storico e diplomatico tedesco Heinz Schneppen ha scritto (2011) una dettagliata biografia sulla figura di questo criminale dalla vita tutto sommato fortunata per essersi sempre sottratto alla giustizia, specializzato in sistemi di sterminio come lo furono nel sistema nazista altri personaggi impegnati in diversi settori quali, per esempio, il costruttore di forni crematori Erwin Lambert (una delle sue  "opere" era in funzione alla Risiera di San Sabba) o riguardo altri metodi Lorenz Hackenholt.
Il libro di Schneppen ripercorre la vita di Rauff compresa la fuga dopo la fine della guerra, basandosi su fonti inedite, dopo profonde ricerche emergono anche  le successive incredibili collaborazioni che il Rauff ebbe con diverse agenzie di intelligence, in Siria e in Italia. Fino poi alla decisione di lasciare l'Europa nel 1949 quando con tutta la famiglia fuggì in Sud America ritenuta da lui più sicura per la propria salvezza.
Rauff morirà  colpito da un infarto, da poco gli fu diagnosticato un di tumore polmonare, il 14 maggio 1984, nella sua casa di Los Pozos, nel quartiere di "Las Condes", quartiere benestante di Santiago.
Il giorno seguente si tenne una cerimonia liturgica presso la chiesa luterana e i suoi funerali si tennero nel Cimitero Generale di Santiago.  Tra i presenti, tutti simpatizzanti nazisti cileni insieme ad alcuni esponenti della colonia tedesca, per rendergli l'estremo omaggio, vestito con un impermeabile nero - (tutti filmati dalla agenzia giornalistica AP insieme ad altri mezzi d'informazione per l'interesse mondiale della notizia) - Miguel Serrano, noto diplomatico, filosofo e scrittore neonazista, che si è inchinato con il braccio destro teso verso la bara che scendeva nella fossa e ha pronunciato le parole "Heil Hitler" seguito da "Heil Walter Rauff".
Anche l'ultimo testimone in linea diretta se n'è andato: suo figlio Walther Rauff Richter, nato nel 1940. Nell'agosto 2017 sul quotidiano cileno El Mercurio comparve il suo necrologio. Suo fratello minore, nato nel 1942, Alfred Juergen Rauff Richter risulta anch'egli deceduto.

## Rapporti con la giunta Pinochet
È certo che Rauff con altri nostalgici nazisti partecipò attivamente a rovesciare il governo Allende con il colpo di stato collaborando con l'esercito locale e riorganizzando il sistema da lui usato durante il periodo nazista: la creazione di un potente apparato di repressione. L'ex SS, già responsabile dell'attuazione dell'ordine di sterminio contro gli ebrei europei, durante la dittatura militare cilena, ebbe un ruolo chiave nella persecuzione e nell'assassinio dei membri dell'opposizione. Nel 1976 Rauff si tradì inviando a suo nipote in Germania, a Kiel una foto.  Questa contribuì a rintracciarlo tantoché un ex dipendente del servizio segreto cileno (la "DINA"), nome in codice Simon, lo riconobbe subito trovandolo, nel luglio 1973, nella miniera di salnitro in disuso "Chacabuco" ubicata nel deserto di Atacama. "Simon" aggiunse che: "costruimmo un campo di concentramento per 1.200 prigionieri. Questo avvenne poche settimane prima del colpo di stato." Uno dei comandanti era tedesco e si faceva chiamare "Generale van Nordenflycht", in realtà era Walther Rauff. Costui insieme con suoi commilitoni stava organizzando l'operazione di "distruzione del nemico interno". Dopo che ci fu il sanguinoso colpo di stato dell'11 settembre 1973, "Simon" venne inviato nella città portuale di San Antonio ed inserito nel reggimento "Tejas Verdes" fino ad essere inglobato nel ruolo di agente del nuovo servizio segreto agli ordini di Augusto Pinochet, capo supremo della giunta militare. Quest'ultimo poi nominò capo dei servizi segreti il suo fedele amico Manuel Contreras. "Simon" e altri furono tutti assunti e inseriti nell'elite dell'esercito allo scopo principale di "sradicare il comunismo in tutta l'America Latina". C'erano collaboratori stranieri (detti "gringos"), questi erano principalmente tedeschi. C'era anche fra loro Cornelius Elmar Krieg Marbeck, con un passato di istruttore delle SS sulle tecniche di guerra antipartigiana e di interrogatorio mediante torture durante il Terzo Reich.
In seguito si è  saputo dalle dichiarazioni che gli agenti della DINA (all'epoca in piena attività) consideravano Rauff come un comandante militare intento ad organizzare un grande crematorio in una località denominata "Parco dei Re", utilizzato per cremare i resti dei cani randagi. I nazisti Willeke e Rauff stesso volevano subito verificare se i forni ubicati a "Perrera" fossero adatti per incenerire i corpi umani. Era doveroso investigare rapidamente perché stavano giungendo un grande numero di cadaveri dai vari centri di tortura allestiti dai servizi segreti della DINA a Santiago del Cile e dintorni tra il 1974 e il 1976. Rauff veniva persino descritto  come "entusiasta dell'idea di eliminare le tracce dei crimini direttamente sul posto utilizzando quei stessi forni". Gli agenti cileni dissero che "è stato molto crudele, ma la verità è che i piani dello Sciacallo" (Rauff) "sono stati messi poi in atto". Alla domanda su quanti corpi siano stati bruciati nella località "Perrera", rispose senza esitazione citando il numero 300. Rauff fu pure visto trascorrere gli ultimi anni nel distretto di "Las Condes", giocando con i suoi nipoti. Il Cile aveva sempre respinto le richieste di estradizione di Israele, Gran Bretagna e Stati Uniti. Rauff era considerato un "intoccabile". Nel 1979 ricevette la visita del suo ex superiore, il generale delle SS Karl Wolff, congedandosi col camerata gli regalò, come addio, un libro con dedica (ironizzando): "SS-Standartenführer Walther Rauff, criminale di guerra certificato dallo Stato".